# Agapit (Taube)
Svatý Agapit (světským jménem: baron Michail Michajlovič von Taube, rusky: Михаи́л Миха́йлович фон Та́убе; 4. listopadu 1894, Gatčina – 18. července 1936, Orel) byl ruský pravoslavný monach.

## Život
Narodil se 4. listopadu 1894 ve městě Gatčina jako syn barona Michaila Ferdinandoviče Taubeho a baronky Anny Alexandrovny Taube roz. Baranové. Měl dvojče Sergeje. Z tohoto důvodu byla jeho matka nucena najmout si kojnou. Kojnou se stala Maria Alexejevna Volkova (1869—1939), která měla na starosti barončinu kuchyň.
Roku 1905 nastoupil na gymnázium Karla Maye v Petrohradě, které dokončil roku 1912. Po gymnáziu šel studovat Právnickou fakultu na Petrohradské státní univerzitě.
Roku 1916 byl povolán do armády, kde byl zraněn. V letech 1918—1922 sloužil v Rudé armádě.
Dne 15. září 1921 požádal o vstup do Petrohradského teologického institutu. Zde studoval rok a půl a ve druhém ročníku institut opustil.
Dne 17. dubna 1923 odešel do monastýru Optina Pustyň, kde působil jako strážce knihovny. Zde se seznámil s patristickou literaturou a dalšími duchovními spisy. Žil ve skitě, kterou obývali dva monaši. Stal se duchovním dítětem starce Nektarije (Tichonova) (dnes svatý).
Roku 1924 byl monastýr uzavřen a Michail odešel pracovat do muzea Optina Pustyň, kde jako ředitelka působila Lidia Vasiljevna Zaščuk (dnes svatá — Avgusta Zaščuk). Michail se stal jejím zástupcem.
Hodně času trávil se starcem Nektarijem a zapisoval si jeho učení. Z těchto poznámek zbylo jen pár krátkých exemplářů. Později se stal duchovním dítětem jeromonacha Nikona (Beljajeva) (dnes svatý), od kterého přijal postřih mantii nosícího monacha se jménem Agapit.
V květnu 1925 byl úřady propuštěn z muzea. Po svém propuštění žil v Petrohradě, poté poblíž Optiny. Živil se výukou cizích jazyků, domluvil se (francouzsky, německy, anglicky, italsky a latinsky).
Dne 16. června 1927 byl zatčen v případu jeromonacha Nikona (Beljajeva) a byl uvězněn v Kalužské vazební věznici.
Dne 19. prosince 1927 byl a zvláštním zasedání Státní politické správy odsouzen ke třem letům v nápravně-pracovním táboře. Svůj trest si odpykal v Soloveckém táboře zvláštního určení.
Dne 25. května 1930 byl zasedáním SPS odsouzen ke třem letům vyhnanství na severu země a pobýval v Archangelsku. Roku 1931 byl zatčen jako člen kontrarevoluční skupiny místního a exilového kléru a SPS jej odsoudila k trestu odnětí svobody v pracovním táboře v Mariinsku na Sibiři. Po skončení trestu se usadil v Orlu.
Na začátku roku 1936 onemocněl nádorem jazyka. Přátele jej přesvědčili k operaci, která proběhla v Moskvě. Zde jej lékaři upozornili na možné vytvoření dalšího nádoru, což se také stalo. Během onemocnění se jeho utrpení zvětšovalo, nemohl už jíst ani mluvit, avšak jeho odvaha byla silná. I přes svůj zdravotní stav chodíval do chrámu. Když něco potřeboval, pomáhala mu jeho sousedka, které řekl, že když mu bude nejhůře, zaklepe na její zeď. Dne 18. července se tak stalo a když žena vstoupila do pokoje, uviděla ho ležícího a upřeně hledícího na ikonu Matky Boží. Zemřel téhož dne a byl pohřben na jednom z hřbitovů v městě Orel. Jeho hrob se nedochoval.
Dne 27. prosince 2007 byl Svatým synodem Ruské pravoslavné církve zahrnut do Sboru novomučedníků a vyznavačů ruských jako svatý Agapit Optinský.